# Orexita
Orexita là một chi bọ cánh cứng trong họ Chrysomelidae.
Chi này được miêu tả khoa học năm 1911 bởi Spaeth.

## Các loài
Các loài trong chi này gồm:
- Orexita complanata (Boheman, 1855)
- Orexita minima Borowiec & Swietojanska, 1997
- Orexita woytkowskii Borowiec, 1991